# Aquarientechnik
Aquarientechnik ist ein Begriff aus der Aquaristik, unter dem alle technischen Hilfsmittel zusammengefasst werden, die verwendet werden, um die Lebensbedingungen der Aquarienbewohner ihrem Optimum anzunähern.

## Technikeinsatz in der Aquaristik
Die ersten Aquarien waren einfache Gefäße aus Glas. Die Bewohner mussten mit den Bedingungen klarkommen, welche die Umgebung vorgab: Temperatur des Raumes, in dem das Aquarium stand, Tageslicht-Einstrahlung am Standort, Qualität des lokal verfügbaren Wassers usw. Das überlebten nur äußerst robuste Arten, wie zum Beispiel der Makropode, der Guppy und einige andere. Deswegen versuchten Experten, die Bedingungen im Aquarium so weit wie technisch möglich an die Bedingungen am Herkunftsort der Pfleglinge anzugleichen.

## Aufgaben der Aquarientechnik
- Überwachung der Wasserwerte
- Thermoregulation
- Wasseraufbereitung (Filterung, Abschäumer, CO2-Zugabe)
- Beleuchtung zu Schauzwecken und zur Optimierung des Pflanzenwachstums

In den letzten Jahrzehnten erlauben moderne Techniken nicht nur eine angemessene Beleuchtung und Temperierung, sondern mit immer ausgeklügelteren Filterverfahren eine Wasseraufbereitung, analog der in einem Wasserwerk. Die Industrie fertigt Aquarientechnik in immer neuer Ausprägung. Doch ist inzwischen der Einsatz diverser Elemente der Aquarientechnik in der Süßwasseraquaristik durchaus umstritten. CO2-Dünge-Anlagen etwa sind nicht in jedem Falle nötig, um ein ausgezeichnetes Pflanzenwachstum (und eine Unterdrückung des unerwünschten Algenwachstums) zu erreichen. Auch ermöglicht der ausgiebige Einsatz von Aquarientechnik höhere Besatzdichten der Aquarien, die der Gesundheit der Tiere abträglich sind. Während im Händlerbecken eine hohe Besatzdichte unvermeidbar und eine umfassende technische Unterstützung notwendig ist, sollte im heimischen Aquarium eher der Besatz der Größe des Aquariums angepasst werden, anstatt durch Überbesatz entstehende Ungleichgewichte mit technischer Hilfe zu bekämpfen. Die Meerwasseraquaristik dagegen verlangt grundsätzlich einen höheren Technikeinsatz, da eine Umwelt nachgebildet werden muss, deren Eigenschaften mit dem verfügbaren Trinkwasser und bei den üblichen Beckengrößen kaum anders nachgeahmt werden können.

## Elemente der Aquarientechnik
Zu den hauptsächlich verwendeten Elementen zählen:

### Filter zur Wasseraufbereitung
- Innenfilter
  - Schwammfilter
  - Luftheber
  - Hamburger Mattenfilter
- Außenfilter
- Rieselfilter
- Eiweißabschäumer in der Meerwasseraquaristik
- Filtersubstrate
  - Schaumstoff
  - Keramik
  - Kunststoff

### Beleuchtung
- Leuchtstofflampen, mit abgestimmter Lichtfarbe
- Quecksilberdampflampen
- Reflektoren

### Heizung/Kühlanlage
- Stabheizung
- Bodenheizung

### Sonstiges
Zudem finden Schläuche und Rohre, meist aus Kunststoff oder Silikon, mit Verbindungsstücken, Düsen, Klemmen, Ventilen etc., CO2-Dünge-Anlagen, Oxidatoren zur Anreicherung des Wassers mit Sauerstoff, Umkehrosmose-Anlagen, Thermometer, Zeitschaltuhren, Dämmerungsschalter, Futterautomaten, Tauchpumpen und  Strömungspumpen Verwendung.